# Победници светских првенстава у атлетици на отвореном — 10.000 метара
Дисциплина трчања на 10.000 метара у мушкој конкуренцији налази се у програму светских првенстава у атлетици од 1. Светског првенства 1983. у Хелсинкију.
Највише успеха у појединачној конкуренцији имао је Етиопљанин Хаиле Гебрселасије са четири освојене златне медаље, једном сребрном и једном бронзаном. Други најуспешнији свих времена је такође Етиопљанин, Кенениса Бекеле са четири освојене златне медаље. Бекеле је рекордер светских првенстава са резултатом 26:46.31 (26 минута, 46 секунди, 31 стотинка) оствареним на Светском првенству у Берлину 2009. године. У екипној конкуренцији Етиопљани воде са двадесет и једном освојеном медаљом, од којих је девет златних. Кенијци имају 19 освојених медаља, од којих су три златне.
Освајачи медаља на светским првенствима и њихови резултати приказани су у следећој табели. Резултати освајача медаља су дати у формату минути:секунде.стотинке.
| Светско првенство       |                             |              |                                  |          |                                |          |
| Хелсинки 1983. детаљи   | Алберто Кова Италија        | 28:01.04 РСП | Вернер Шилдхауер Источна Немачка | 28:01.18 | Хансјерг Кунце Источна Немачка | 28:01.26 |
| Рим 1987. детаљи        | Пол Кипкоеч Кенија          | 27:38.63 РСП | Франческо Панета Италија         | 27:48.98 | Хансјерг Кунце Источна Немачка | 27:50.37 |
| Токио 1991. детаљи      | Мозес Тануи Кенија          | 27:38.74     | Ричард Челимо Кенија             | 27:39.41 | Халид Сках Мароко              | 27:41.74 |
| Штутгарт 1993. детаљи   | Хаиле Гебрселасије Етиопија | 27:46.02     | Мозес Тануи Кенија               | 27:46.54 | Ричард Челимо Кенија           | 28:06.02 |
| Гетеборг 1995. детаљи   | Хаиле Гебрселасије Етиопија | 27:12.95 РСП | Халид Сках Мароко                | 27:14.53 | Пол Тергат Кенија              | 27:14.70 |
| Атина 1997. детаљи      | Хаиле Гебрселасије Етиопија | 27:24.58     | Пол Тергат Кенија                | 27:25.62 | Салах Хису Мароко              | 27:28.67 |
| Севиља 1999. детаљи     | Хаиле Гебрселасије Етиопија | 27:57.27     | Пол Тергат Кенија                | 27:58.56 | Асефа Мезгебу Етиопија         | 27:59.15 |
| Едмонтон 2001. детаљи   | Чарлс Камати Кенија         | 27:53.25     | Асефа Мезгебу Етиопија           | 27:53.97 | Хаиле Гебрселасије Етиопија    | 27:54.41 |
| Париз 2003. детаљи      | Кенениса Бекеле Етиопија    | 26:49.57 РСП | Хаиле Гебрселасије Етиопија      | 26:50.77 | Силеши Сихине Етиопија         | 27:01.44 |
| Хелсинки 2005. детаљи   | Кенениса Бекеле Етиопија    | 27:08.33     | Силеши Сихине Етиопија           | 27:08.87 | Мозес Мосоп Кенија             | 27:08.96 |
| Осака 2007. детаљи      | Кенениса Бекеле Етиопија    | 27:05.90     | Силеши Сихине Етиопија           | 27:09.03 | Мартин Матати Кенија           | 27:12.17 |
| Берлин 2009. детаљи     | Кенениса Бекеле Етиопија    | 26:46.31 РСП | Зарсенај Тадесе Етиопија         | 26:50.12 | Мозес Ндиема Масаи Кенија      | 26:57.39 |
| Тегу 2011. детаљи       | Ибрахим Џелиан Етиопија     | 27:13.81     | Мо Фара Велика Британија         | 27:14.07 | Имане Мерга Етиопија           | 27:19.14 |
| Москва 2013. детаљи     | Мо Фара Велика Британија    | 27:21.71     | Ибрахим Џелиан Етиопија          | 27:22.23 | Пол Тануи Кенија               | 27:22.61 |
| Пекинг 2015. детаљи     | Мо Фара Велика Британија    | 27:01.13     | Џефри Кипсанг Кенија             | 27:01.76 | Пол Тануи Кенија               | 27:02.83 |
| Лондон 2017. детаљи     | Мо Фара Велика Британија    | 26:49.51     | Џошуа Чептегеи Уганда            | 26:49.94 | Пол Тануи Кенија               | 26:50.60 |
| Доха 2019. детаљи       | Џошуа Чептегеи Уганда       | 26:48.36     | Јомиф Кејелча Етиопија           | 26:49.34 | Ронекс Кипруто Кенија          | 26:50.32 |
| Јуџин 2022. детаљи      | Џошуа Чептегеи Уганда       | 27:27.43     | Стенли Мбуру Кенија              | 27:27.90 | Џејкоб Киплимо Уганда          | 27:27.97 |
| Будимпешта 2023. детаљи | Џошуа Чептегеи Уганда       | 27:51.42     | Даниел Ебењо Кенија              | 27:52.60 | Селемон Барега Етиопија        | 27:52.72 |
| Токио 2025.             |                             |              |                                  |          |                                |          |

## Биланс медаља у трци на 10.000 метара
Стање после СП 2023.
|    | Земља            |    |    |    |    |
| -- | ---------------- | -- | -- | -- | -- |
| 1. | Етиопија         | 9  | 7  | 5  | 21 |
| 2. | Кенија           | 3  | 7  | 9  | 19 |
| 3. | Уганда           | 3  | 1  | 1  | 5  |
| 4. | Велика Британија | 3  | 1  | -  | 4  |
| 5. | Италија          | 1  | 1  | -  | 2  |
| 6. | Мароко           | -  | 1  | 2  | 3  |
| 7. | Источна Немачка  | -  | 1  | 2  | 3  |
|    | Укупно 7 земаља  | 19 | 19 | 19 | 57 |